# Литвиновский сельсовет (Солнечногорский район)
Литвиновский сельсовет — упразднённая административно-территориальная единица, существовавшая на территории Московской губернии и Московской области до 1959 года.
Литвиновский с/с был образован в первые годы советской власти. По данным 1923 года он входил в состав Бедняковской волости Московского уезда Московской губернии.
В 1926 году Литвиновский с/с включал село Литвиново и деревню Никифорово.
В 1929 году Литвиновский с/с был отнесён к Солнечногорскому району Московского округа Московской области. При этом к нему были присоединены Качугинский и Шелепановский с/с.
17 июля 1939 года к Литвиновскому с/с был присоединён Хоругвинский с/с.
14 июня 1954 года к Литвиновскому с/с был присоединён Стародальневский с/с.
22 июня 1954 года из Кировского с/с в Литвиновский были переданы селения Веревское, Жилино и Покров, но уже 5 июля 1956 года они были возвращены обратно.
7 декабря 1957 года Солнечногорский район был упразднён и Литвиновский с/с вошёл в Химкинский район.
31 июля 1959 года Литвиновский с/с был упразднён. При этом селения Безверхово, Бунтеиха, Стародальня, Холмы и Хоругвино были переданы в Кировский с/с, а селения Бухарово, Кочугино, Литвиново, Никифорово, Переслегино и Шелепаново — в Пешковский с/с.